# Giambattista Giraldi

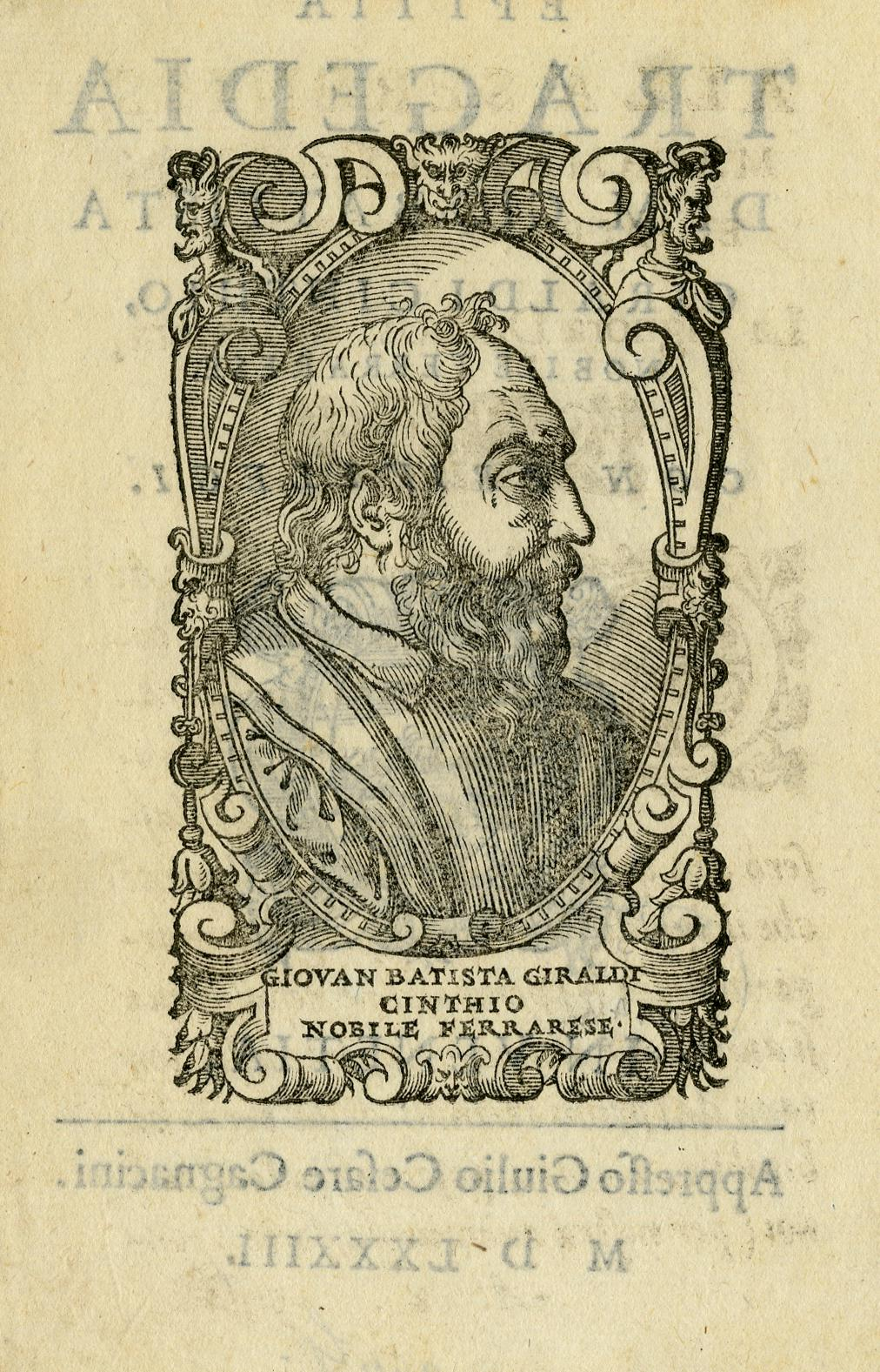
Giovan Batista Giraldi – Cinthio (1583)

Giambattista Giraldi, genannt Cinzio (lat. Geraldus Cinthius) (* 1504 in Ferrara; † 30. Dezember 1573 in Ferrara) war ein italienischer Dichter, Schriftsteller, Philosoph und Mediziner.

## Leben
Giraldi studierte an der Universität von Ferrara und wurde dort Professor der Philosophie und Medizin. 1543 ernannte ihn Herzog Ercole II. d’Este zu seinem Sekretär. Diese Stelle bekleidete er bis zum Tod dieses Fürsten 1559, den er in einem unvollendeten Epos verherrlichte. Zwistigkeiten mit dem Geheimsekretär des Herzogs Alfonso II., Giovanni Battista Pigna (1530–1575), veranlassten ihn, seine Stelle aufzugeben und Ferrara zu verlassen. Er begab sich nach Mondovì, wo er Professor der Beredsamkeit wurde, ging 1569 in gleicher Eigenschaft nach Pavia und kehrte schließlich nach Ferrara zurück, wo er am 30. Dezember 1573 starb.
Unter seinen Werken sind die von Shakespeare viel benutzten Degli Hecatommithi (100 Novellen) bekannt geworden. Daneben fanden seine Tragedie Beachtung. Er versuchte sich mit Egle auch in der antiken Gattung des Satyrspiels. Sonette und Kanzonen veröffentlichte er unter dem Titel Le fiamme.

## Werke
- Poemata (Basel 1540)
- Egle (Ferrara 1546)
- Le fiamme (Venedig 1548, 2 Bde.)
- L’Ercole (Modena 1557)
- Degli Hecatommithi (Mondovi 1565)
- Tragedie (Venedig 1582, 2 Bde.)
- Scritti estetici (Mailand 1864, 2 Bde.)